# Magnamanus
Magnamanus soriaensis
Genre
Espèce
Magnamanus est un genre éteint de dinosaures iguanodontes herbivores qui vivait au Crétacé inférieur dans ce qui est aujourd'hui l'Espagne. Il contient une seule espèce, Magnamanus soriaensis.

## Description
Magnamanus est un grand ornithopode, avec une longueur estimée entre 9 et 10 mètres et un poids de plus de 3 tonnes, une taille similaire à Iguanodon bernissartensis. La main est large et similaire aux autres membres basaux des Iguanodontia, avec une griffe de pouce saillante et un cinquième doigt.
Les descripteurs ont établi neuf traits distinctifs pour ce taxon, tous des autapomorphies. Le dentaire contribue au processus coronoïde avant de la mâchoire inférieure de sorte que la dernière dent du dentaire est située sur la pente de la saillie, plutôt que sur la base de celle-ci. La longueur de l'épaule équivaut à six fois la largeur supérieure et à sept fois la largeur minimale. Dans l'épaule, l'acromion du processus avant fait face à l'autre côté de la projection arrière. Concernant l'humérus, le coin interne du bord supérieur n'est pas dans le même plan que la boule articulaire inférieure externe, qui entre en contact avec le radius, et la bosse externe est située au-dessus du niveau de la cuspide interne pour le cubitus. Dans le cubitus, l'extrémité inférieure est plus large que la partie supérieure et en forme de massue. L'extrémité inférieure du radius est claviforme. Le poignet est constitué de trois éléments, dont l'un est une fusion du radial et de l'intermédiaire, le second est une fusion du carpe ulnaire, et la troisième est identique au cinquième carpe. La formule des phalanges est 1-3-3-2- (3/4). La largeur du poignet correspond à 70% de la longueur de la main. Le processus pré-pubien est droit sans s'élargir à l'extrémité ni aux rainures, et à la base n'est pas fermé, le foramen obturé à la base et est à moitié recouvert à l'intérieur d'une plaque osseuse plate.

## Découverte et dénomination
Au début du XXIe siècle, Carolina Fuentes Vidarte et Manuel Calvo Meijide ont mené des fouilles avec leurs enfants sur le site de Zorralbo I dans les marais de Golmayo, à cinq kilomètres à l'ouest de Soria. Entre 2000 et 2004, ils ont déterré le squelette d'un Euornithopoda, l'un des squelettes les plus complets d'un dinosaure du Crétacé inférieur d'Espagne qui ait été découvert.
En 2016, l'espèce type Magnamanus soriaensis a été nommée et décrite par Carolina Fuentes Vidarte, Manuel Calvo Meijide, Federico Meijide Fuentes et Manuel Fuentes Meijide. Le nom du genre est une combinaison du mot latin magnus « grand » et manus, « main », une référence aux grandes mains de l'animal. Le nom spécifique fait référence à la ville de sa découverte, Soria.
Les fossiles, avec les numéros de catalogue MNS 2000/132, 2001/122, 2002/95, 2003/69, 2004/54, ont été trouvés dans la formation de Golmayo qui date de l'Hauterivien - Barrémien, vieux d'environ 130 Ma. Il se compose d'un squelette partiel avec crâne et mâchoires inférieures. Ont été conservés : des parties du maxillaire, un morceau de prémaxillaire, un morceau de dentaire gauche, un morceau du surangulaire droit, des morceaux de l'appareil hyoïde, des bords détachés de la crête alvéolaire, soixante-deux dents détachées de la mâchoire supérieure, trente-six dents mobiles de la mâchoire inférieure, un pro-atlas, un centrum d'une vertèbre cervicale, une côte du cou, quatre vertèbres dorsales, trente-six morceaux du sacrum, trente-deux vertèbres caudales, six côtes, trois chevrons complets, des morceaux de chevrons, les tendons ossifiés, l'omoplate droite, les deux coracoïdes, les deux humérus, le radius droit, l'ulna gauche, le pouce droit, la main droite, un morceau d'iliaque gauche, le processus pré-pubien des deux os pubiens, un morceau du fémur droit, une partie du tibia droit, et les deuxième et quatrième métatarses de la jambe droite. Les ossements ne se trouvent pas en association mais étaient répartis sur une superficie de huit mètres carrés. Ils étaient considérés comme appartenant à un seul individu, un vieil animal adulte considéré comme l'holotype. L'holotype fait maintenant partie de la collection du Museo Numantino à Soria (NMS).

## Classification
Magnamanus est classé au sein du groupe Ankylopollexia dans les Styracosterna, placé en position plutôt basale.